# You and You Alone
You and You Alone è l'undicesimo album in studio del cantante e attore statunitense Randy Travis, pubblicato nel 1998.

## Tracce
1. The Hole – 3:08 (Skip Ewing, James Dean Hicks)
2. Out of My Bones – 2:45 (Gary Burr, Robin Lerner, Sharon Vaughn)
3. Spirit of a Boy, Wisdom of a Man – 3:50 (Glen Burtnik, Trey Bruce)
4. Only Worse – 2:53 (John Jarrard, Kent Robbins)
5. One Word Song – 3:35 (Jarrard, Max T. Barnes)
6. I Did My Part – 3:45 (Don Schlitz, Billy Livsey)
7. Horse Called Music – 4:30 (Wayne Carson)
8. I'm Still Here, You're Still Gone – 2:45 (Ralph Murphy, Kevin Brandt)
9. Easy to Love You – 3:47 (Deanna Bryant, Danny Orton)
10. Stranger in My Mirror – 3:15 (Ewing, Kim Williams)
11. You and You Alone – 3:59 (Melba Montgomery, Leslie Satcher, Tim Ryan Rouillier)
12. Satisfied Mind – 3:38 (Tony Arata)